# Бушмин, Алексей Сергеевич
Алексе́й Серге́евич Бушми́н (2 [15] октября 1910, село Левая Россошь, Воронежская губерния — 19 марта 1983, Ленинград) — советский литературовед, академик АН СССР (1979), исследователь творческого наследия М. Е. Салтыкова-Щедрина, директор Института русской литературы АН СССР (1955—1965, 1978—1983).

## Биография
- Родился в селе Левая Россошь Воронежской губернии.
- Окончил школу крестьянской молодёжи (1928)
- Окончил сельскохозяйственный техникум (1929)
- В 1932 г. окончил Воронежский зоотехнико-ветеринарный институт.
- Работал старшим зоотехником в колхозе Воронежской области (1932-1933)
- Преподаватель областной совпартшколы в городе Старый Оскол (январь-май 1934)
- Ассистент кафедры организации социалистических сельскохозяйственных предприятий Воронежской высшей коммунистической сельхозшколы (1934-1937)
- И. о. доцента той же кафедры в Воронежском зоотехнико-ветеринарном институте (1938-1939)
- В 1939 г. экстерном сдал экзамены за курс Воронежского педагогического института по факультету русского языка и литературы.
- В этом же году становится аспирантом Института философии, литературы и истории (ИФЛИ).
- С октября 1941 в течение года — слушатель Военно-политической академии им. В. И. Ленина.
- Преподаватель основ марксизма-ленинизма в Ленинградском военно-политическом училище им. Энгельса (1943-1946)
- Поступает в ИРЛИ для завершения аспирантуры (сентябрь 1946)
- В 1948 г. защищает в качестве кандидатской диссертации исследование «„Разгром“ А. Фадеева и проза двадцатых годов».
- В конце 40-х гг. вернулся к изучению творчества М. Е. Салтыкова-Щедрина.
- С 1950—1951 гг. — учёный секретарь, а потом и руководитель, сектора советской литературы Института русской литературы АН СССР.
- В 1951 г. стал заместителем директора Института русской литературы АН СССР.
- В 1955—1965 гг. — директор Института русской литературы АН СССР.
- В 1957—1958 гг. опубликована серия щедриноведческих работ.
- В 1960 г. вышла монография «Сказки Салтыкова-Щедрина».
- В 1969 г. вышла монография «Методологические вопросы литературоведческих исследований».
- В 1970 г. выступил как автор книги о Салтыкове-Щедрине, предназначенной для учителей средней школы.
- В 1980 г. монография «Наука о литературе».
- В 1983 г. скончался в Ленинграде. Похоронен на Комаровском поселковом кладбище.

## Память

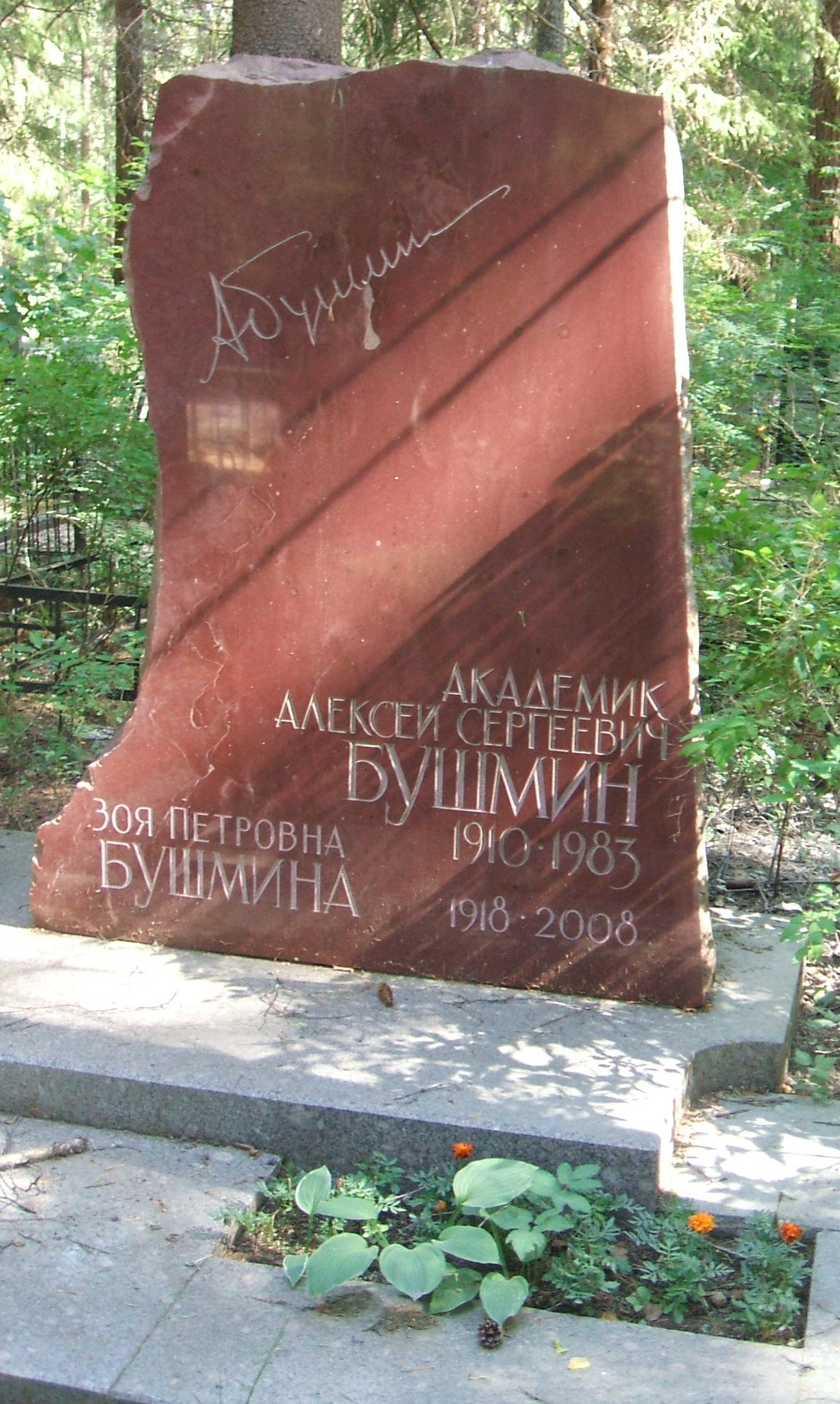
Могила А. С. Бушмина на Комаровском поселковом кладбище

На фасаде Дома академиков в Санкт-Петербурге, расположенном по адресу: 7-я линия Васильевского острова, 2/1, лит. А, в 1990 году была установлена мемориальная доска (архитектор Т. Н. Милорадович) с текстом: «В этом доме с 1966 по 1983 год жил и работал крупный советский литературовед, академик Алексей Сергеевич Бушмин».

## Основные работы[3]
- Программа курса русской литературы. — Л.: Высш. Военно-пед. ин-т им. М. И. Калинина, 1949. — 36 с.
- Роман А. Фадеева «Разгром». — Л.: Советский писатель, 1954. — 240 с.
- Сатира Салтыкова-Щедрина. — М., Л.: Изд-во АН СССР, 1959. — 644 с.
- Сатира Салтыкова-Щедрина: Автореф. дис…. д-ра филол. наук. — Л.: ИМЛИ им. A. M. Горького, 1959. — 59 с.
- Сказки Салтыкова-Щедрина. — М., Л.: Гослитиздат, 1960. — 230 с.
- Сказки Салтыкова-Щедрина. — 2-е изд., дораб. — Л.: Художественная литература, 1976. — 275 с.
- Методологические вопросы литературоведческих исследований: литературная критика. — М.: Наука, 1969. — 228 с.
- М. Е. Салтыков-Щедрин. — Л.: Просвещение, 1970. — 240 с. — (Библиотека словесника).
- Александр Фадеев: черты творческой индивидуальности. — Л.: Художественная литература, 1971. — 333 с.
- Александр Фадеев: черты творческой индивидуальности. — 2-е изд. — Л.: Художественная литература, 1983. — 272 с.
- Салтыков-Щедрин: Искусство сатиры. — М.: Современник, 1976. — 256 с. — (Б-ка «Любителям российской словесности»).
- Великий русский сатирик Салтыков-Щедрин. — Л.: Знание, 1976. — 32 с.
- Преемственность в развитии литературы: литературная критика. — 2-е изд., доп. — Л. : Худож. лит. Ленингр. отд-ние, 1978. — 224 с.
- Наука о литературе. Проблемы. Суждения. Споры. — М.: Современник, 1980. — 336 с.
- Эволюция сатиры Салтыкова-Щедрина / Отв. ред. С. А. Макашин. — Л.: Наука, 1984. — 342 с.
- Художественный мир Салтыкова-Щедрина: избранные труды / Отв. ред. Д. С. Лихачёв и В. Н. Баскаков. — Л.: Наука, 1987. — 368 с., 1 л. портр.
- Из истории советской литературы и литературной науки: избранные труды / отв. ред. Л. Ф. Ершов, А. И. Овчаренко. — Л.: Наука, 1990. — 384 с.